# Пласкоголові соми
Пласкоголові соми (Pimelodidae) — родина риб надродини Pimelodoidea ряду сомоподібних. Має 30 родів та 110 видів. Інша назва «довговусі соми».

## Опис
Загальна довжина представників цієї родини коливається від 3,8 см до 3,6 м. Голова велика, сильно сплощена. Звідси походить назва цих риб. Кістки черепа чітко помітно. Морда сильно витягнута. Має 3 пари довгих, тонких вусиків з яких максилярні вусики є найдовшими. Тулуб витягнутий, довгий. Луска відсутня, шкіра дуже тоненька, гладенька. Бічна лінія пряма або трохи вигнута. Усі плавці мають коротку основу. Спинний плавець розташовано близько до голови. Грудні плавці великі, мають сильними шипами. Жировий плавець добре розвинений. Хвіст сильно стиснуто. Хвостовий плавець доволі великий, сильно вирізаний.

## Спосіб життя
Є переважно донними рибами, але є пелагічними. Зустрічаються у великих струмках, лісових озерах і потоках. Воліють каламутну воду. Особливо часто вони знаходяться в каламутній воді. Зазвичай одинаки, але низка видів утворюють невеличкі косяки. Активні у сутінках або вночі. Дрібні види в пошуках корму активно плавають, великі — воліють влаштовувати засідки. Живляться безхребетними, особливо ракоподібними, рибами, дрібними ссавцями, рослинами, фруктами.
Серед цих риб є численними гібридні види.
Багато видів здійснюють нерестову міграцію. Самець і самиця не охороняють мальків.
Є важливими промисловими рибами, популярними об'єктами спортивного рибальства.

## Розповсюдження
Поширені у Центральній та Південній Америці: від південної Мексики до північної Аргентини. Численні у басейні Амазонки. Також зустрічається на островах Карибського басейну.

## Роди
- Aguarunichthys
- Bagropsis
- Bergiaria
- Brachyplatystoma
- Calophysus
- Cheirocerus
- Conorhynchos
- Duopalatinus
- Exallodontus
- Hemisorubim
- Hypophthalmus
- Iheringichthys
- Leiarius
- Luciopimelodus
- Megalonema
- Parapimelodus
- Perrunichthys
- Phractocephalus
- Pimelabditus
- Pimelodina
- Pimelodus
- Pinirampus
- Platynematichthys
- Platysilurus
- Platystomatichthys
- Propimelodus
- Pseudoplatystoma
- Sorubim
- Sorubimichthys
- Steindachneridion
- Zungaro
- Zungaropsis